# Außenpolitik Österreichs

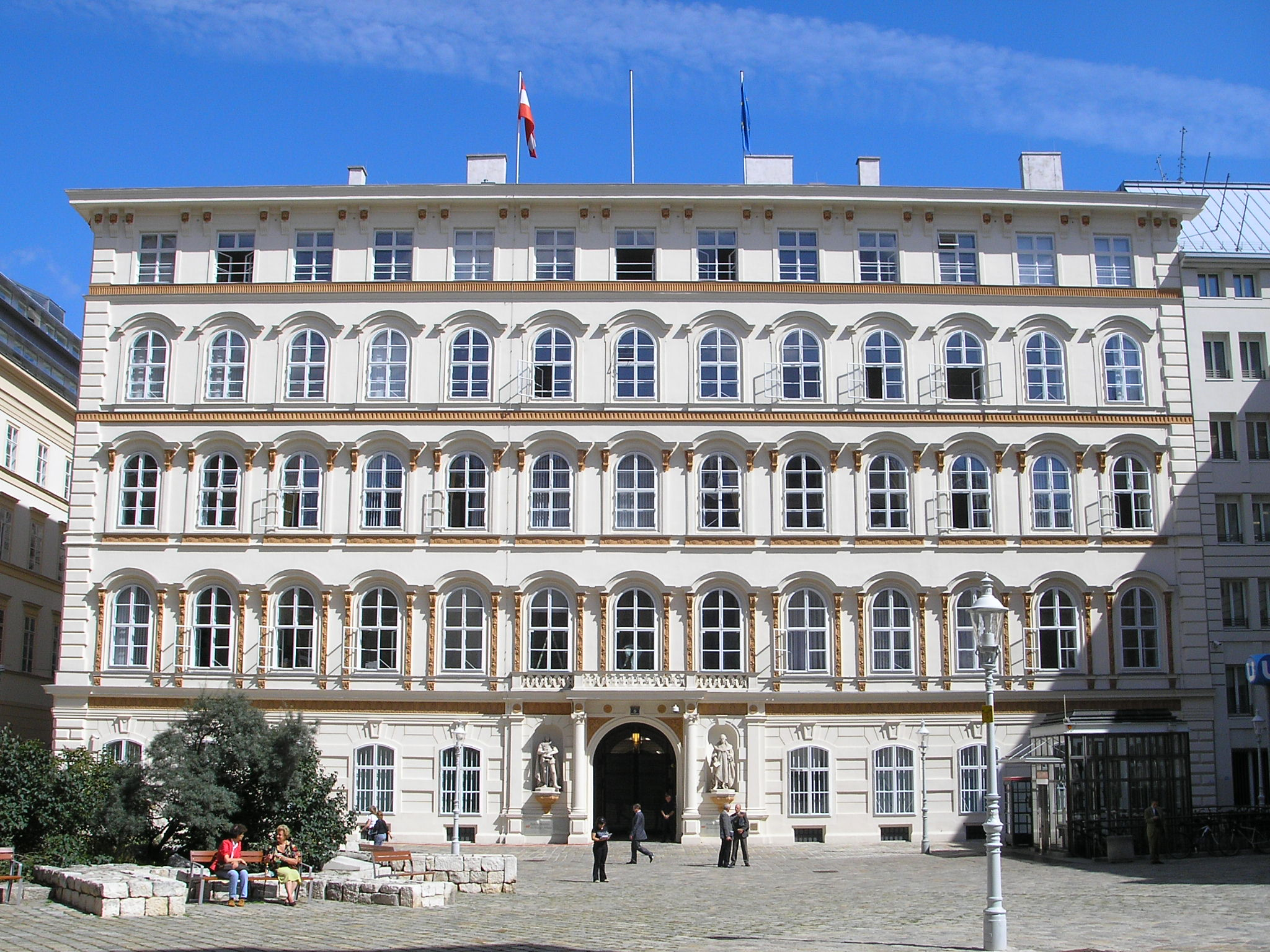
Österreichisches Außenministerium am Wiener Minoritenplatz

Sowohl in der Zwischenkriegszeit als auch während des Kalten Krieges betrieb die Republik Österreich an der Schnittstelle zweier gegenüberstehenden Militärallianzen eine Politik „immerwährender Neutralität“, um zur Stabilität der Region und zur kooperativen Neugestaltung der Ost-West-Beziehungen beizutragen. Nach den Umwälzungen in Mittel- und Osteuropa und seit Österreichs EU-Beitritt 1995 sieht die Regierung in Wien ihre Aufgabe vor allem darin, Stabilität in die neuen östlichen EU-Länder und insbesondere in die Balkanregion hineinzutragen. Österreich versteht sich daher als Brücke nach Mittel- und Osteuropa.
Die Außenpolitik Österreichs setzt Schwerpunkte in einer aktiven und gestaltenden Auslands-Kulturpolitik. Es wird versucht, den Standort Österreichs in Europa und der Welt mit kulturellen Mitteln verständlich und wahrnehmbar zu machen.

Blau: diplomatische Vertretungen Österreichs (Anwesenheit einer Botschaft, eines Konsulats oder eines Honorarkonsulats) Grün: Österreich. Grau: Fehlende diplomatische Beziehungen

Die Ressortzuständigkeit für die Außenpolitik liegt in der österreichischen Regierung beim Bundesministerium für europäische und internationale Angelegenheiten.

## Geschichte der österreichischen Außenpolitik

### Monarchia Austriaca
1742 wurde in Wien die Geheime Haus-, Hof- und Staatskanzlei für die Angelegenheiten der Außenpolitik geschaffen. Die Außenpolitik der Habsburgermonarchie basierte seit dem Aufstieg des Hauses Österreich infolge des Spanischen Erbfolgekrieges und des Venezianisch-Österreichischen Türkenkrieges, vor allem aber seit den Niederlagen im Polnischen Erbfolgekrieg und im Russisch-Österreichischen Türkenkrieg auf einer traditionellen Heiratspolitik (Felix Austria) und zielte auf eine Hegemonie über Deutschland und Italien ab. Seit dem Aufstieg Preußens infolge der Schlesischen Kriege bemühte sich Österreich um ein Gleichgewicht der fünf europäischen Großmächte. Diese beiden Grundlagen österreichischer Diplomatie (Heiratsallianzen, Gleichgewichtspolitik) unterschieden sich lange deutlich von der imperialistischen und militaristischen Außenpolitik etwa Frankreichs oder Preußens und erreichten mit dem Umsturz aller Bündnisse und der auf dem Wiener Kongress beschlossenen Heiligen Allianz ihre Höhepunkte.

### Österreich-Ungarn

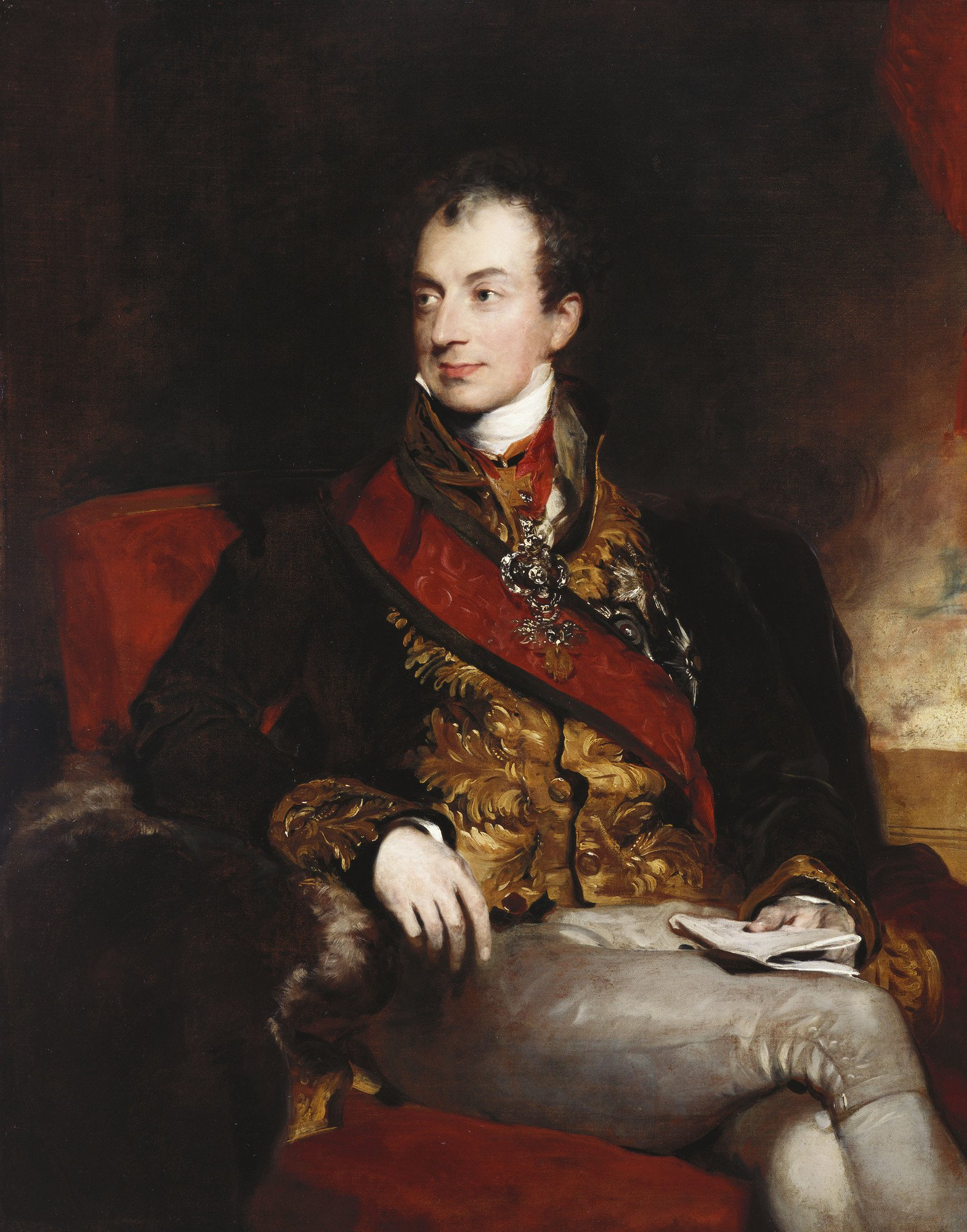
Fürst Metternich prägte Österreichs Außenpolitik und beeinflusste Europa.

Die habsburgische Außenpolitik war bis zur Gründung des Kaisertums Österreich vor allem dynastischen und religiösen Interessen untergeordnet. Nach dem Verlust der Oberhoheit über Italien (Schlacht von Solferino 1859) und Deutschland (Deutscher Krieg 1866) sowie seit dem Österreichisch-Ungarischen Ausgleich unterlag sie jedoch zunehmend nationalen bzw. nationalistischen Aspekten und war fortan stark von ungarischen Interessen auf dem Balkan bestimmt. Entscheidend geprägt wurde diese neue Außenpolitik Österreich-Ungarns bis 1879 zunächst vom ungarischen Ministerpräsident Gyula Andrássy, dem ersten Verfechter der Magyarisierungspolitik. Er und seine Nachfolger (z. B. Gustav Kálnoky, Stephan Burián, István Tisza) widersetzten sich einer Gleichberechtigung der slawischen Volksgruppen im Innern ebenso wie einer Aussöhnung mit Russland und Serbien nach außen. Auch die wirtschaftlichen Interessen der ungarischen Reichshälfte spielten in die Außenpolitik hinein, wie es besonders im „Schweinekrieg“ von 1906 (einem Zollkrieg zwischen Österreich-Ungarn und dem Königreich Serbien) deutlich wurde. Davor waren Österreich-Ungarn und Serbien noch verbündet und Österreich hatte Serbien im Serbisch-Bulgarischen Krieg von 1885/86 unterstützt.
Die Gegensätze zu Frankreich und dem Osmanischen Reich waren inzwischen eher gering, und ein Bündnis mit Deutschland und England sogar wünschenswert. Doch das Dreikaiserbündnis mit Russland und Deutschland (1872), der Dreibund mit Italien und Deutschland (1882) sowie die Mittelmeerentente mit England und Italien (1887) waren von Anfang an durch die panslawistische Agitation Russlands und Serbiens bzw. durch den italienischen Irredentismus belastet. Die österreichisch-russische Balkanrivalität rückte nach dem Berliner Kongress von 1878 immer mehr in den Vordergrund, entscheidende Zusammenstöße waren die Bulgarische Krise (1885/88), die Bosnienkrise von 1908 und die Parteinahme für Bulgarien im Zweiten Balkankrieg (1913). Eine Verstärkung des slawischen Elements durch direkte Annexionen auf Kosten des Russischen oder Osmanischen Reiches bzw. Serbiens lag allerdings zunächst nicht im Interesse der österreichisch-ungarischen Außenpolitik. Die folgenschwerste Entscheidung der österreich-ungarischen Außenpolitik war nach dem Attentat von Sarajevo und der Julikrise 1914 das Ultimatum an Serbien, welches zum Ausbruch des Ersten Weltkriegs führte. Der letzte Versuch einer eigenständigen Außenpolitik Österreich-Ungarns waren die Friedensbemühungen von k.u.k. Außenminister Ottokar Czernin und Kaiser Karls 1917. Die Versuche scheiterten aber am Willen eigene Opfer zu bringen und der schwierigen Lage schließlich in der Sixtus-Affäre 1918.

### Erste Republik

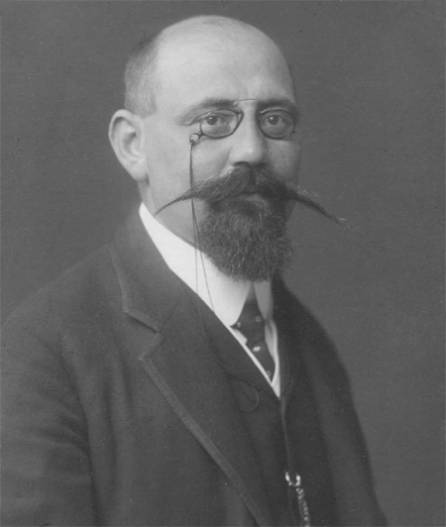
Karl Renner (1905)

Die außenpolitische Orientierung Österreichs nach 1918 war längst nicht so klar, wie dies der bei der Ausrufung der Republik kundgetane Anschlusswille an Deutschland vermuten lassen würde: Bankkapital und Handel suchten neuen Bewegungsraum und ein Teil hätte dies gern durch den Anschluss, ein anderer Teil durch die alte Wirtschaftsverbindungen erneuernde „Donaukonföderation“ erreicht und auch die außenpolitischen Initiativen bewegten sich in beide Richtungen. Bereits unmittelbar nach der Auflösung des alten Staates fuhr eine österreichische Regierungsdelegation nach Prag, um dort Verhandlungen über die Beibehaltung einer Wirtschaftsgemeinschaft vorzuschlagen. Prag lehnte eine solche Zusammenarbeit ab, ebenso wie den späteren Vorschlag Renners für ein gemeinsames Wirtschaftsparlament der Nachfolgestaaten in Bratislava im März 1919. Der freie Warenverkehr wurde von den Nachfolgestaaten – zur Herstellung ihrer wirtschaftlichen Autarkie und der Grundlagen zur Regelung des Wirtschaftsverkehrs – unterbunden. Über die später in den Friedensverträgen noch ermöglichte Herstellung eines gemeinsamen Wirtschaftsraumes für den Zeitraum von fünf Jahren auf der Basis von wechselseitigen Präferenzzöllen wurde niemals verhandelt.
Auch die Initiativen in Richtung „Anschluss“ waren nicht erfolgreich: Die von Otto Bauer initiierten Anschluss-Geheimverhandlungen in Berlin zwischen dem 27. Februar und 2. März 1919 endeten mit der Weigerung Deutschlands, Finanzhilfen für die Herstellung der Währungseinheit bereitzustellen. Schließlich bereitete das sich bereits Ende 1918 abzeichnende Anschlussverbot der deutschen Orientierung zumindest an der Oberfläche ein Ende.
Die Wende in der Außenpolitik signalisierte der Rücktritt Otto Bauers am 26. Juli 1919, der eine allzu pointierte Anschlusspolitik vertreten hatte: Die außenpolitische Konzeption des neuen Leiters des Außenressorts, Karl Renner, sah eine Konsolidierung Österreichs mit Hilfe der Siegermächte vor und wollte gute Beziehungen zu den Nachbarstaaten ausbauen, ohne dabei aber Verpflichtungen und Bündnisse einzugehen, die einen späteren Anschluss an Deutschland behindern hätten können.
Geregelten Beziehungen zu den neuen Nachbarstaaten stand zuerst noch die Territorialfrage entgegen: Mit dem SHS-Staat und Ungarn war es hier sogar zu militärischen Auseinandersetzungen gekommen, die mittels der Volksabstimmung 1920 in Kärnten und der Volksabstimmung in Ödenburg 1921 nur zum Teil diplomatisch gelöst werden konnten. Allein die rasche großräumige Abklärung der gemeinsamen Grenze ermöglichte eine frühe Annäherung zwischen Österreich und der Tschechoslowakei. Beide Staaten waren dabei an guten zwischenstaatlichen Beziehungen interessiert: Österreich aus ökonomischen Gründen, die tschechoslowakische Außenpolitik deshalb, weil sie die ČSR als Zentrum des neuen mitteleuropäischen Friedenssystems, als Garanten des Status quo zu etablieren bestrebt war. Auch die Gefahr des Revisionismus in Ungarn, wo nach dem Sturz der Räterepublik unter Béla Kun im August 1919 eine rechtsautoritäre Regierung unter Miklós Horthy an die Macht gekommen war, und die Gefahr einer Restauration der Habsburger brachten die beiden Staaten einander näher.

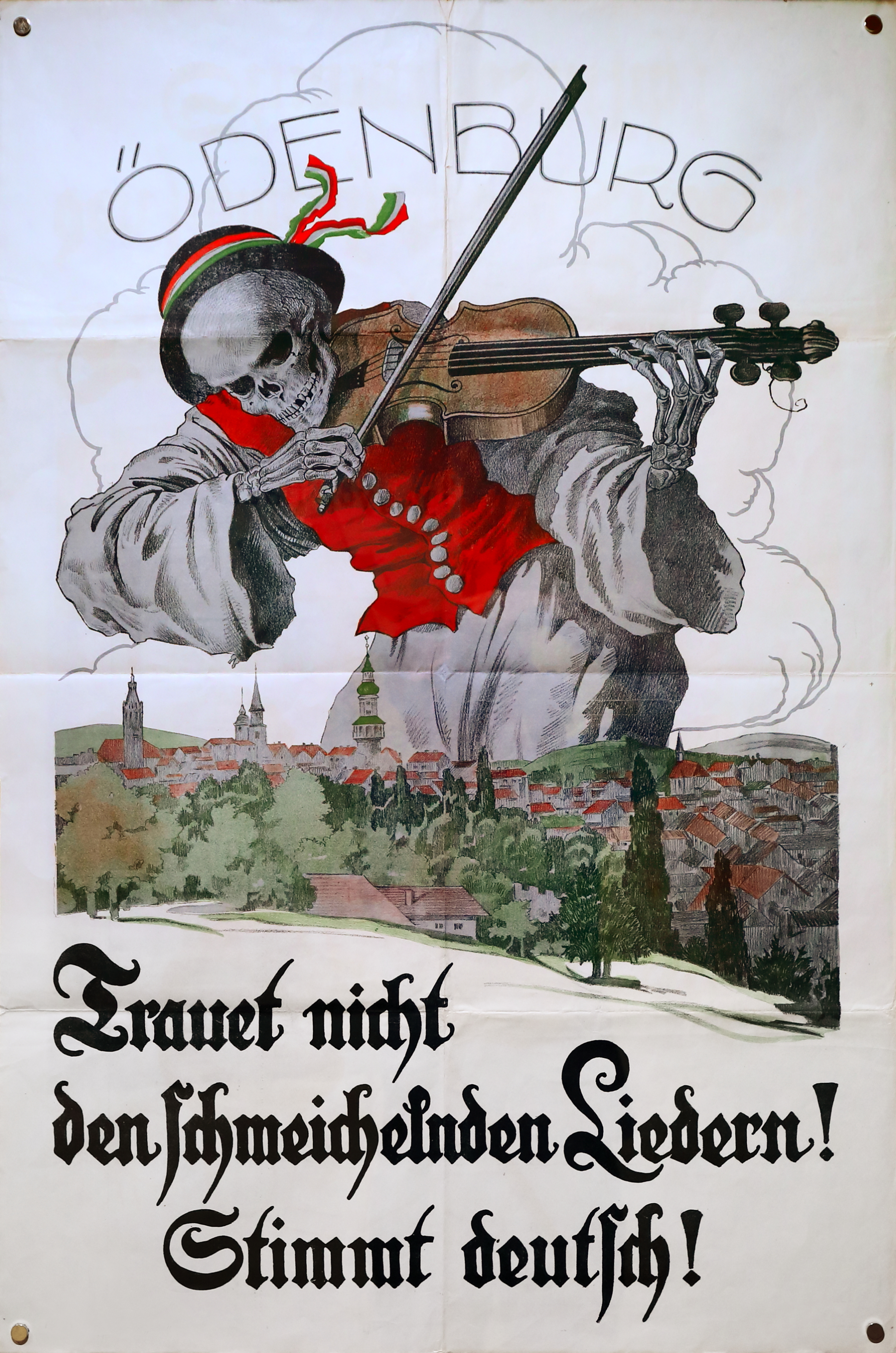
Propagandaplakat zur Volksabstimmung Sopron/Ödenburg 1921

Am 12. Jänner 1920 schlossen Karl Renner einerseits und Edvard Beneš und Staatspräsident Tomáš Garrigue Masaryk andererseits in Prag ein Geheimabkommen, eine Art Defensivbündnis gegen Restaurationsbestrebungen Ungarns, dem noch weitere Verträge im Bereich der Staatsbürgerschaft, der Grenzziehung und der Trennung der Archive und Kunstsammlungen vorbereiten sollten. Innenpolitisch zeigten sich die Christlichsozialen und die Großdeutschen, außenpolitisch vor allem Ungarn und Italien, das mehr und mehr Interesse am Donauraum zeigte, über diesen schnell publik gewordenen Vertrag verstimmt. Dennoch hatte es die österreichische Außenpolitik in einer unklaren politischen Situation verstanden, trotz der prekären Wirtschaftslage sich einen gewissen Manövrierraum zu schaffen, indem Renner das rasch wechselnde internationale Kräfteverhältnis zu nutzen bestrebt war.
In wirtschaftlicher Hinsicht waren die Jahre 1918 bis 1921 die Jahre der handelspolitischen Abschottung der Nachfolgestaaten von Österreich. Nur langsam konnten geregelte handelspolitische Beziehungen aufgebaut werden: Aber bereits 1919 wurde eine Reihe von zwischenstaatlichen Verträgen zur Lebensmittel- und Brennmaterialbeschaffung geschlossen. Der Handelsaustausch erfolgte vorerst noch über Kompensationsverträge. Diese wurden in der Folge von provisorischen Handelsverträgen und angeschlossenen Kontingentverträgen abgelöst, in denen die Freigabe von gewissen Ausfuhrkontingenten fixiert wurde. Zwischen 1919 und 1921 wurden Handelsübereinkommen mit allen Nachfolgestaaten abgeschlossen.
Auch unter den folgenden Regierungen wurden die Kontakte zur ČSR ausgebaut. Da das Außenamt, das mit seinem Beamtenapparat den außenpolitischen Kurs entscheidend mitbestimmte, gute Kontakte zur ČSR, vor allem wegen des dringend nötigen Sanierungskredites, für förderlich betrachtete, kam es am 16. Dezember 1921 in Lány bei Prag zu einem weiteren Gipfeltreffen. Die Besprechungen fanden mit einem Grundsatzvertrag zwischen den beiden Staaten ihren Abschluss, die ČSR gewährte Österreich einen Sanierungsfinanzkredit. Wieder war die Annäherung an den mitteleuropäischen Verbündeten Frankreichs nicht unumstritten: Die Großdeutsche Volkspartei zog sich aus der konservativ-bürgerlichen Regierung Schober zurück und brachte diese gemeinsam mit den Sozialdemokraten schließlich im Parlament zum Sturz.
Die Frage der ökonomischen und politischen Zukunft der Region geriet ab 1921 immer mehr ins Zentrum außenpolitischer Initiativen: Auf einen amerikanischen Vorschlag, in Bratislava eine Wirtschaftskonferenz einzuberufen, wo die Fragen einer Zollunion und Währungseinheit der Nachfolgestaaten hätten besprochen werden sollen, reagierte Prag ablehnend. Die Konferenzen von Rom (Mai bis Juni 1921) und Portorož (Oktober bis November 1921), einmal unter italienischer, das andere Mal unter französischer Ägide, sollten deutsche Hegemonialbestrebungen blockieren und den Donauraum unter französischer oder italienischer Kontrolle reintegrieren. Doch letztlich sanktionierten gerade diese Konferenzen, obwohl sie vorgaben an einer Integration des Donauraumes interessiert zu sein, die staatliche und wirtschaftliche Trennung sowie die Liquidierung ehemaliger gesamtstaatlicher Einrichtungen der Donaumonarchie.
1921 trat die Frage der Gewährung eines großen internationalen Kredites zur Sanierung der österreichischen Währung immer mehr ins Zentrum der österreichischen Außenpolitik. Oberstes Ziel war – wie aus dem Koalitionsvertrag vom Mai 1922 zwischen den Christlichsozialen und der Großdeutschen Partei hervorgeht – der „Anschluss“, wenn nicht sofort, so doch auf evolutionärem Weg. Die Reisediplomatie Seipels im August 1922 nach Prag, Berlin und Verona sollte dortige politische und Finanzkreise zu einer Finanzhilfe für Österreich bewegen. Die Angst vor einem österreichischen Schritt, der die Kräfteverhältnisse im Donauraum grundlegend verändert hätte, sei es in Form des „Anschlusses“ oder einer italienisch-österreichischen Zollunion, führte schließlich dazu, dass der Völkerbundrat in den Genfer Protokollen vom 4. Oktober 1922 das Anschlussverbot bekräftigte und gleichzeitig eine Anleihe in Höhe von 650 Millionen Goldkronen an Österreich bewilligte. Hinter dieser Außenpolitik standen aber durchaus alte Großmachtaspirationen: Der österreichische „Großstaatsmensch“ hätte, so lange die Zeit weder für den „Anschluss“ noch für die „Donaukonföderation“ unter katholisch-deutschem Vorzeichen reif sei, demnach abzuwarten. Diese „deutsch-österreichische Mission“ im Donauraum führte Seipel in einer Nationalratsdebatte anlässlich eines Zusatzabkommens zum Handelsvertrag mit Ungarn am 27. Juni 1928 aus: Österreich müsse aus der Enge seiner Wirtschaftsgrenzen heraustreten, doch sei die mitteleuropäische Frage nicht gelöst, wenn der große Staat, der das eigentliche Mitteleuropa ausfüllt, das Deutsche Reich, bei dieser Lösung nicht mit dabei ist. Eine Lösung, der auch die Sozialdemokraten nahestanden, wie der Beitrag Otto Bauers in der gleichen Debatte zeigte: So wenig wie in ein italienisches lassen wir uns in ein jugoslawisch-tschechisches Wirtschaftssystem eingliedern. Gleiches gilt für den Beitrag Karl Renners Was soll aus Österreich werden? im „Kampf“ im Jahr 1930. Doch war der außenpolitische Handlungsspielraum Österreichs nun stark eingeschränkt, und die Phase einer aktiven Außenpolitik, die in diesem Zeitraum eine Personalunion zwischen Regierungschef und Leiter des Außenressorts einschloss, beendet.
Mit 1929 verdichteten sich die Anzeichen eines „italienischen Kurses“ in der österreichischen Außenpolitik: Anfang der dreißiger Jahre hatten Italien und Ungarn ihre Kontakte zu den bürgerlichen Regierungen ausgebaut, deren innenpolitische Ambitionen mit einer „Evolution nach rechts“ und der schrittweisen Zerschlagung demokratischer Einrichtungen mit den italienischen und ungarischen außenpolitischen Interessen kongruent waren.
Doch trotz der italienischen Orientierung wurde Deutschland nicht gänzlich aus den Augen verloren: Noch vor der Unterzeichnung des Freundschaftsvertrages mit Italien am 6. Februar 1930 versicherte die österreichische Politik Deutschland, nichts unternehmen zu wollen, wodurch irgendwelche Zukunftsmöglichkeiten präjudiziert wären. Die österreichischen Sozialdemokraten standen einer Annäherung an Italien kritisch gegenüber und warnten davor, eine wirtschaftliche Sanierung des Landes über Italien zu versuchen.
Diese Tendenzen und der sich abzeichnende Einfluss Deutschlands, das seine wachsende wirtschaftliche Macht im südosteuropäischen Raum in politisches Kapital umwandeln wollte, riefen die anderen am Donauraum interessierten Mächte auf den Plan. Österreich stand so Anfang der dreißiger Jahre im Zentrum zahlreicher wirtschaftlicher und politischer mitteleuropäischer Föderationspläne. Anfang 1932 legte der französische Ministerpräsident André Tardieu einen Plan zur Sanierung des Donauraumes vor, um die im fehlgeschlagenen Projekt einer Zollunion Deutschland-Österreich offenkundig gewordenen Anschlussbestrebungen zu stoppen und das eigene Sicherheitssystem zu sichern. Dieser sah einen regionalen Zusammenschluss der ČSR, Jugoslawiens, Rumäniens, Österreich und Ungarns auf der Basis der gegenseitigen Zollpräferenzierung vor: Allein die angesprochenen Staaten äußerten sich skeptisch bis ablehnend. Auf der politischen Ebene zeigte sich Österreich reserviert, weil Wirtschaftsabkommen wie der „Tardieu-Plan“ den „Anschluss“ blockieren konnten. Auf der Londoner Viermächtekonferenz vom 6. bis 8. April 1932 kam der Plan schließlich wegen des Widerstandes Deutschlands und Italiens zu Fall: Deutschland war es damit gelungen, sich einen Zugang zu Südosteuropa offen zu halten, den dann das nationalsozialistische Deutschland zu nutzen wusste.
Mussolini unterstützte mit dem Ziel einer Desintegration des französischen mitteleuropäischen Sicherheitssystems und der Errichtung einer Barriere gegen die deutsche Südosteuropapolitik Anfang 1932 eine Initiative des ungarischen Ministerpräsidenten István Bethlen für eine Zollunion zwischen Österreich, Italien und Ungarn. Österreich stellte sich aber gegen diese Versuche und trat für den Ausbau des Präferenzsystems ein: Die Steigerung der Ausfuhren und der Schutz der protektionistischen Interessen heimischer Agrarier und industrieller Kreise sollten damit durchgesetzt werden.
1932/33 hatte sich in Österreich im bürgerlichen Lager ein „Machtdreieck“ zwischen Dollfuß, der Heimwehr und den Nationalsozialisten herausgebildet. Gemeinsam war ihr Interesse, die organisierte Arbeiterbewegung auszuschalten, diametral entgegengesetzt, ihre Interessen das Machtgefüge dieses Dreiecks neu zu bestimmen. Die Durchsetzung des Dollfußschen Programms – Selbständigkeit gegenüber Deutschland, Beseitigung der parlamentarischen Demokratie und persönliche diktatorische Machtstellung – war jedoch ohne außenpolitische Rückendeckung des faschistischen Italiens, das sich immer stärker als europäische Macht bewies, nicht möglich: Die Zusammenkünfte von Dollfuß und Mussolini sollten die Interessensübereinstimmung abklären. Die Hirtenberger Waffenaffäre im Jänner 1933, als die sozialdemokratische „Arbeiter-Zeitung“ eine Waffenlieferung Italiens an Ungarn und die Heimwehr enthüllte, führte zum Prestigeverlust Dollfuß’ im Ausland, was diesen wieder darin bestärkte, das genuin österreichische Faschisierungsprogramm zu beschleunigen, für dessen Durchsetzung Italien militärische Garantien abgab. Italienische Truppen sollten laut „Plan 34“ die deutsch-österreichische Grenze sichern, damit Deutschland die Lage nicht für seine Zwecke ausnutzen könne und die österreichische Exekutive beim Vorgehen gegen potenzielle „Aufständische“ freie Hand habe.
Die österreichische Sozialdemokratie machte angesichts dieser Entwicklung eine Kehrtwendung und versuchte, die verbleibenden außenpolitischen Alternativen zum „Anschluss“ und zum Bündnis mit Italien durchzuspielen: Vor allem ab 1932 und nach der Machtübernahme der Nationalsozialisten in Deutschland standen Ideen einer Donauföderation im Vordergrund, eine Arbeit von Karl Renner, vorher und später Vertreter der Anschlusslinie, sprach sich für die Unabhängigkeit und die politische Neutralisierung des Landes aus, und Otto Bauer votierte am außerordentlichen Parteitag der SDAPÖ im Oktober 1933 für eine völkerrechtliche Neutralisierung des Landes, auf deren Basis wirtschaftliche Verbindungen mit den Nachbarn aufgenommen werden sollten. In einer Denkschrift an die II. Internationale verwarf Karl Renner mit Zustimmung des Parteivorstandes den Anschluss und setzte sich für eine politisch-ökonomische Donau-Entente ein.
Mit dem Abschluss der Römischen Protokolle am 17. März 1934 zwischen Österreich, Ungarn und Italien stand Italien am Höhepunkt seines Einflusses in Österreich. Im Vertrauen auf eine durchaus fragwürdige Unterstützung durch Italien und Ungarn opferte Dollfuß die innen- und außenpolitische Bewegungsfreiheit der österreichischen Regierung.

Doch die „Römische Allianz“ war zerbrechlich, die Erweiterung nach Deutschland hin ein vor allem von Ungarn gewünschter Schritt, während Österreich an einer internationalen Garantie seiner Unabhängigkeit interessiert war. Unmittelbar nach dem Bürgerkrieg erteilten Italien, Frankreich und Großbritannien am 17. Februar 1934 eine Garantieerklärung über die Integrität Österreichs, die durch einen französisch-italienischen „Donau-Pakt“ ergänzt wurde. Die von der Kleinen Entente bei ihrer Sitzung in Bled im August 1935 unterstützte Initiative sah eine kollektive Sicherung der Unabhängigkeit Österreichs vor: Österreich und seine Anrainerstaaten sollten sich wechselseitig verpflichten, 

„sich nicht in die inneren Angelegenheiten des anderen einzumischen, und keine Aktion anregen oder unterstützen, die auf eine gewaltsame Veränderung der territorialen Einheit oder der sozialen Ordnung eines der vertragsschließenden Länder abzielte.“

Gleichzeitig begannen auch die Militärs aktiv zu werden. Bereits in den zwanziger Jahren lagen Aufmarsch- und Aufteilungspläne der Nachbarn vor, doch hatte Österreich bei den militärischen Plänen der Kleinen Entente nur eine geringe Rolle gespielt. Der österreichische Generalstab hatte andererseits vier fiktive Bedrohungsfälle durchgespielt: den Fall „T“ für die ČSR, „U“ für Ungarn, „S“ für Jugoslawien und „I“ für Italien, aber niemals den Bedrohungsfall seitens Deutschland. Operativ und konkret ausgearbeitet wurden einzelne Fälle erst aber nach der Machtergreifung Hitlers, der Aufrüstung Österreichs und der Einführung der allgemeinen Wehrpflicht 1935 durch die Operationsfelder „DR“ und „T und Ju“.
Mit dem italienischen Angriff auf Äthiopien 1935, der die Rückkehr Italiens zu einer aggressiven Kolonialpolitik dokumentierte, verlor Italien sein Interesse am Donauraum: Für Österreich, das sich an den Völkerbundsanktionen gegen Italien nicht beteiligte, öffnete sich die „Falle“ der außenpolitischen Isolierung. Mit den Annäherungsversuchen der Kleinen Entente – vor allem der ČSR – ergab sich aber noch eine Möglichkeit: Die ČSR hatte, obwohl sie mit der Ausschaltung der Sozialdemokratie weitestgehend ihrer Einflussmöglichkeiten auf die österreichische Politik beraubt war, die Etablierung der Diktatur in Österreich als rein interne Angelegenheit betrachtet und sich an einer Erhaltung der österreichischen Unabhängigkeit interessiert gezeigt. Die Aufnahme von Schutzbündlern und die Aktivitäten der sozialdemokratischen Emigration belasteten zwar die Beziehungen, was aber Prag nicht hinderte, einen Ausgleich mit Österreich zu suchen: die Behörden arbeiteten – zumindest in Prag – bei der Bespitzelung von Emigranten zusammen, und die österreichischen Bemühungen um eine positivere Berichterstattung in den tschechoslowakischen Medien waren durchaus erfolgreich. Auch der sich abzeichnende Zerfall der Kleinen Entente, die nicht nur kein Kern für eine generelle Verständigung im Donauraum, sondern sogar ein Mittel zur Verhinderung weitergehender wirtschaftlicher Verflechtungen in Ostmitteleuropa gewesen ist, erleichterten die Sondierungsgespräche der beiden außenpolitisch mehr und mehr isolierten Staaten.
Mehrere Treffen hochrangiger österreichischer und tschechoslowakischer Politiker zeigten zumindest die Möglichkeit einer Annäherung an. 1935 legte Milan Hodža einen Plan vor, der den Staaten des Donauraumes ein neues ökonomisch-politisches System der Zusammenarbeit ermöglichen sollte. Die Vortragsreise Schuschniggs am 16. Jänner 1936 nach Prag, die mit einem Besuch bei Edvard Beneš, der nach dem Tod Masaryks Staatspräsident geworden war, und Ministerpräsident Milan Hodža verbunden war, war von Spekulationen über die tatsächlichen außenpolitischen Absichten der beiden Nachbarstaaten begleitet: Italien und Ungarn waren über eine mögliche Annäherung genauso verstimmt wie Deutschland. Die diplomatischen Versuche einer Annäherung zwischen der ČSR und Österreich beendete schließlich ein am 17. März 1936 ausgehandeltes Zusatzprotokoll zu den Römischen Protokollen, das auf Initiative Ungarns erhöhte Sperren gegen eine Integration weiterer Staaten in das System der Römischen Protokolle durchsetzte. Die Teilnehmerstaaten verpflichteten sich, keine politischen Verhandlungen mit der Regierung eines dritten Staates zu führen, ohne vorher mit den beiden anderen Unterzeichnerstaaten der Römischen Protokolle Kontakt aufgenommen zu haben.
Die Initiativen der Tschechoslowakei, Österreich zu einer Änderung seiner Haltung zu bewegen – so bei den beiden Treffen Schuschniggs und Hodžas 1937, oder das Entgegenkommen bei der Behandlung der sozialdemokratischen Emigration, indem das Asylgesetz der ČSR immer restriktiver ausgelegt wurde –, waren reine Rückzugsgefechte, die „austrofaschistischen Aversionen“ gegen die demokratische Tschechoslowakei erwiesen sich als zu stark. Zudem war es mit dem Juliabkommen 1936, das in einem geheimen Zusatzprotokoll die Möglichkeit der permanenten deutschen Einmischung fixiert hatte, zu einer Wende in der österreichischen Außenpolitik gekommen: Im Mai 1937 wurde eine deutsch-österreichische Vereinbarung bezüglich eines Nachrichtenaustausches über die ČSR getroffen, im November 1937 eine Studie für den Fall des Vorgehens der Achsenmächte gegen die Sowjetunion und eines Einmarsches in die ČSR erstellt. Für eine eventuelle Beteiligung Österreichs an dieser Operation wurden als Gegenleistung eine Garantie der Unabhängigkeit Österreichs, Südtirol und die deutschsprachigen Gebiete der ČSR ins Spiel gebracht: Ab dem 1. März 1938 sind konkrete Vorarbeiten zu einer „Studie über die Möglichkeit eines Angriffes gegen die Tschechoslowakei“ verfolgbar.
Kurz vor dem 12. März 1938 war Österreich außenpolitisch isoliert und paradoxerweise am Ziel seiner jahrzehntelang stillschweigend verfolgten Politik: dem „Anschluss“.

### Zweite Republik

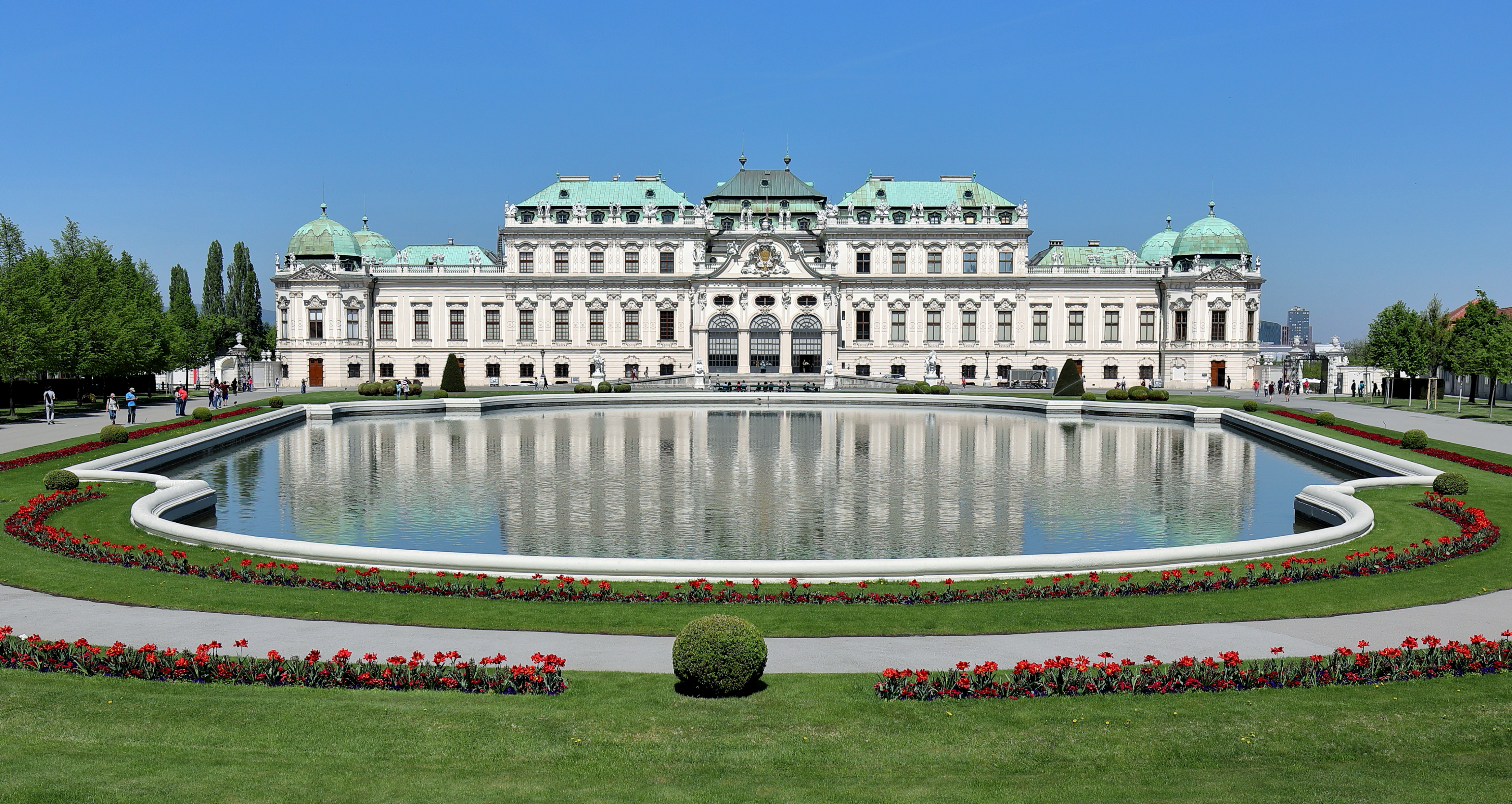
Im Oberen Belvedere wurde 1955 der Staatsvertrag unterzeichnet.

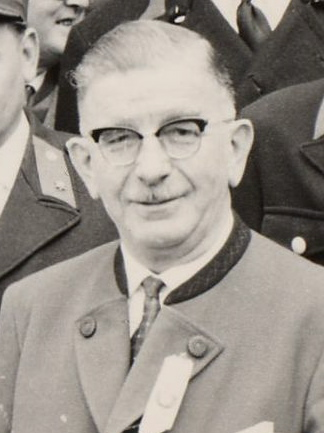
Leopold Figl in seiner Zeit als Landeshauptmann. Er sprach die drei legendären Worte „Österreich ist frei“.

1945 erlebte die Republik Österreich mit der Unabhängigkeitserklärung ihre zweite Geburtsstunde. 1955 beendete der Österreichische Staatsvertrag mit allen vier Besatzungsmächten die Ära des besetzten Nachkriegsösterreich und gab dem Land – anders als bei der Bundesrepublik Deutschland und der DDR – seine volle staatliche Souveränität zurück, die es in der Zeit des Nationalsozialismus verloren hatte. Als Gegenleistung dafür musste die Zweite Republik ihre „immerwährende Neutralität“ erklären und per Verfassungsgesetz festschreiben. Im September 1955 verließen die letzten sowjetischen Soldaten das Staatsgebiet. Die der Westalliierten folgten am 25. Oktober, einen Tag bevor der Nationalrat das Neutralitätsgesetz beschloss. In den folgenden Jahrzehnten entwickelte sich die österreichische Wirtschaft ähnlich wie die bundesdeutsche (siehe auch Wirtschaftswunder). Infolge der Beschlagnahmungen durch den USIA-Konzern wies jedoch die Wirtschaft in der ehemaligen Sowjetzone einen großen Nachholbedarf gegenüber den westlichen Bundesländern auf, der erst nach Jahrzehnten ausgeglichen wurde.
Durch seine politisch neutrale Position wurde Österreich ein wichtiger Zufluchtsort für Beteiligte des Aufstandes in Ungarn 1956 und für viele Mitwirkende des Prager Frühlings 1968. Speziell im Jahr 1956, wo vor allem Ostösterreich noch stark durch die Besatzung in Mitleidenschaft gezogen war, war die humanitäre Hilfe für das Nachbarland sehr groß. Ganze Siedlungen wurden für Flüchtlinge aus dem Boden gestampft. Obwohl ein großer Teil der Flüchtlinge vor allem von Überseeländern aufgenommen wurden, blieben doch auch sehr viele in Österreich. Auch das Bundesheer, das erst neu aufgestellt worden war, hatte seine erste Bewährungsprobe. In beiden Fällen spielte auch der ORF eine große Rolle, die Bevölkerung in den jeweils betroffenen Nachbarländern als Staatsrundfunk möglichst neutral zu informieren. Zu Beginn der 1970er-Jahre war Wien für Tausende jüdischer Emigranten aus der Sowjetunion die erste Zwischenstation auf dem Weg in den Westen.

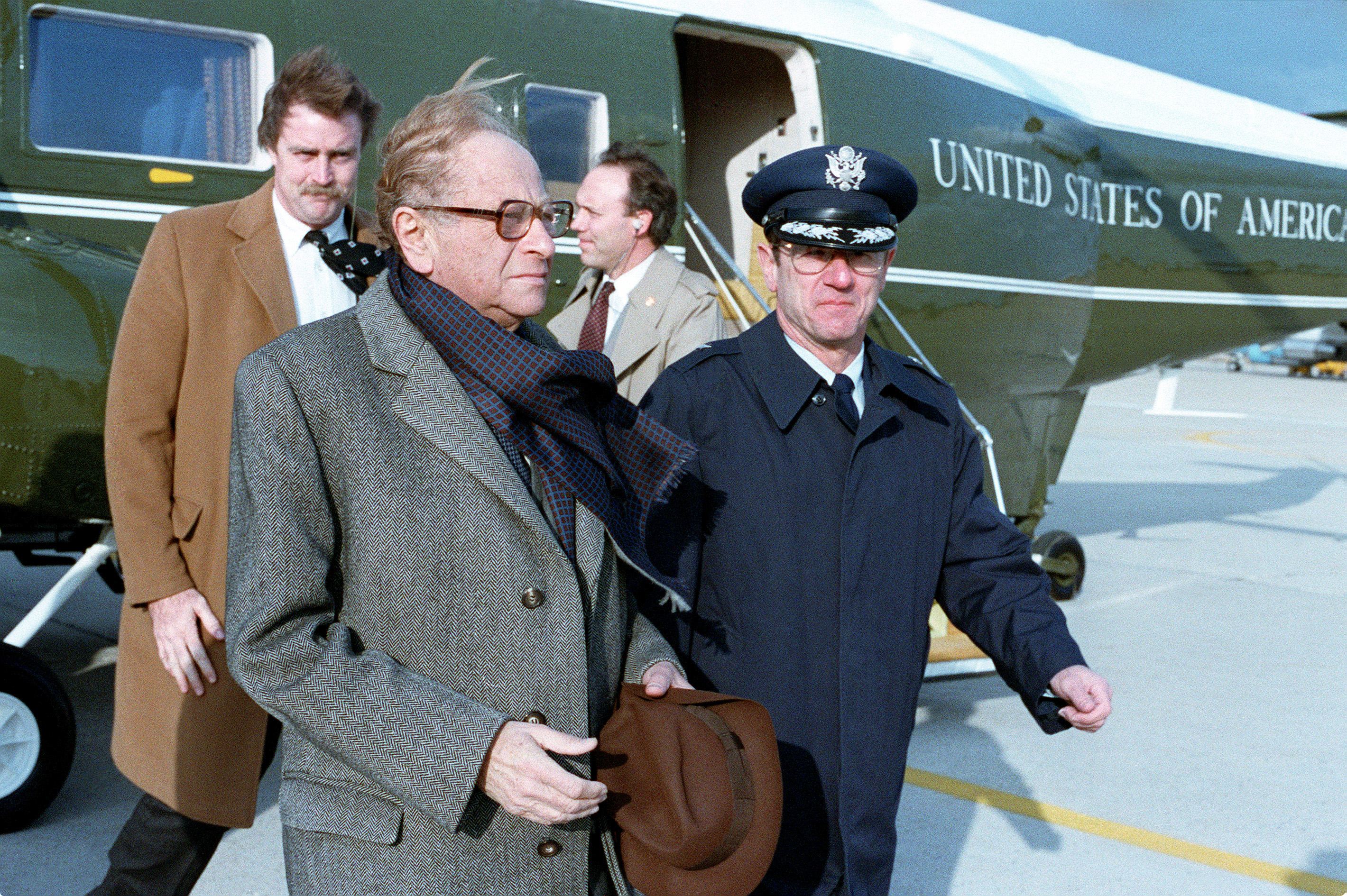
Bruno Kreisky bei einem USA-Besuch im Februar 1983

Durch Bundeskanzler Bruno Kreisky, der als einer der ersten westlichen Politiker mit Arafat und Gaddafi Gespräche führte, bekam Österreich eine wichtige Rolle im Nahostkonflikt. Wien wurde zur Heimat vieler internationaler Organisationen wie der UNO, der IAEO und der OPEC.
Als Folge der jüngeren Geschichte, der Erfahrungen nach dem „Anschluss“, der Verbrechen zur Zeit des Nationalsozialismus in Österreich und der vollständigen Niederlage des Hitlerreiches im Zweiten Weltkrieg, wandelte sich auch das Verständnis der österreichischen Identität. War das Selbstverständnis und das Verhältnis zum Staat in der Ersten Republik noch in weiten Teilen durch deutschnationale Gedanken geprägt, trat dieser Gedanke nun zunehmend in den Hintergrund. Dieses österreichische Nationalbewusstsein, das sich auch mit einer Abgrenzung zur neuen Bundesrepublik Deutschland verband, hatte allerdings auch zur Folge, dass sich viele Österreicher, „Normalbürger“ wie Politiker, jetzt als erstes Opfer der Nationalsozialisten sehen wollten (auch als „Opfermythos“ bzw. „Opferthese“ bezeichnet), obwohl Hitler unter dem Jubel und mit Zustimmung weiter Teile der Bevölkerung den „Anschluss“ herbeigeführt hatte. Die Beteiligungen an den Verbrechen des Dritten Reiches wurden auch deshalb lange Zeit kaum aufgearbeitet. Dieser „blinde Fleck“ im Geschichtsbewusstsein fand 1986 in der Waldheim-Affäre im Laufe der Kandidatur Kurt Waldheims zur Bundespräsidentschaft internationale Beachtung. Trotz weltweiter Empörung über Waldheims zunächst verschwiegene SA-Mitgliedschaft bzw. seine Rolle in der deutschen Wehrmacht gewann er die Präsidentenwahl im zweiten Wahlgang. Erst unter der Regierung von Bundeskanzler Franz Vranitzky kam es 1991 zu einem ausdrücklichen Bekenntnis zur Mitverantwortung der Österreicher an den Verbrechen des Nationalsozialismus.
Mit dem Zusammenbruch der kommunistischen Regimes in den Ostblockländern, dem Fall des Eisernen Vorhangs und der Öffnung der Grenzen zu Westeuropa im Jahr 1989 verlor das Land seinen Charakter als westlicher demokratischer Vorposten. Konsequenterweise trat Österreich daher 1995 der Europäischen Union bei, was lange Zeit aufgrund des Neutralitätsgesetzes für undenkbar galt, und trat dem Schengen-Raum bei, wodurch die Grenzkontrollen zu Deutschland und Italien am 1. Dezember 1997 entfielen.
Die „schwarz-blaue Koalition“ der bürgerlich-konservativen ÖVP mit der rechtspopulistischen FPÖ im Februar 2000 führte zum „Einfrieren der Beziehungen“, den so genannten „Sanktionen“, der anderen EU-Länder gegen die österreichische Bundesregierung sowie zu lang andauernden Demonstrationen (siehe auch Donnerstagsdemonstrationen) von Gegnern der blau-schwarzen Regierung. Die Politik der Europäischen Union gegenüber der Regierungskoalition hatte allerdings kaum realpolitische Auswirkungen auf die österreichische Innenpolitik, sondern führte vielmehr zu einer kurzfristigen Stärkung der ÖVP-FPÖ-Koalition und zu einer vergleichsweise größeren Ablehnung der EU. Aufgrund der Empfehlung des von den EU-Ländern letztlich eingesetzten „Rat der Weisen“ (Weisenbericht) hoben die 14 EU-Länder im September 2000 die „Sanktionen“ wieder auf.
Am 1. Jänner 1999 wurde auch in Österreich die neue EU-Währung Euro, als Buchgeld eingeführt und ab 1. Jänner 2002 löste der Euro auch als Zahlungsmittel die Schillingwährung ab.
Die folgenden Jahre waren vor allem durch die Beitrittsverhandlungen der zehn ost- und südeuropäischen Länder zur EU (Osterweiterung), dem Transitvertrag und die Proteste gegen das tschechische AKW Temelín geprägt. Letzteres führte zeitweise zu einem schlechten politischen Klima zwischen Prag und Wien. Die Neuverhandlungen für den Transitvertrag scheiterten im Jahre 2003.
Seit 2004 nimmt der österreichische Bundespräsident an den alljährlichen Treffen der Staatsoberhäupter der deutschsprachigen Länder (bestehend aus EU- und Nicht-EU-Mitgliedern) teil. Dieses Format geht auf den Wunsch des Schweizer Staatsoberhauptes und die darauffolgende Initiative des damaligen österreichischen Bundespräsidenten Heinz Fischer zurück.
Ein Schwerpunkt der österreichischen Außenpolitik ist die Unterstützung der Staaten des Westbalkan im EU-Beitrittsprozess. Auch das österreichische Parlament beteiligt sich an diesen Bemühungen mittels Kooperationen zur Stärkung von demokratischen Strukturen in der Region.

## Engagement in der UNO
Wien ist neben New York und Genf dritter Amtssitz des Sekretariats der Vereinten Nationen und misst daher diesem außenpolitischen Element traditionell einen großen Stellenwert bei. Insgesamt dienten bisher über 50.000 Österreicher unter der UN-Flagge als Soldaten, Militärbeobachter, Zivilpolizisten und zivile Experten in aller Welt. Neben den UN-Stellen gibt es in Wien noch eine Reihe weiterer Internationaler Organisationen. Dazu gehören die Organisation für Sicherheit und Zusammenarbeit in Europa (OSZE), der Sitz der 1960 in Bagdad gegründeten OPEC (Organization of the Petroleum Exporting Countries) sowie eine Reihe von Nichtregierungsorganisationen (NGOs).
Zusammen mit Brasilien, Malaysia, Mexiko, Südafrika und Thailand hat Österreich die Initiative beim Diskussions- und Verhandlungsprozess, der im Juli 2017 zu einem Atomwaffenverbotsvertrag führen soll. So richtete die österreichische Regierung 2014 die dritte Konferenz zu „humanitären Auswirkungen von Atomwaffen“ aus. Dabei wurde ein in der Folge von 127 Staaten unterstützter Aufruf veröffentlicht, international zusammenzuarbeiten, um Kernwaffen zu ächten, zu verbieten und zu zerstören.
2023 gehörte Österreich zur Allianz Westeuropäische Partner 4, die eine verstärkte Zusammenarbeit mit der NATO anstrebt.

## Belege
1. 1 2 3  Wladimir Petrowitsch Potjomkin: Geschichte der Diplomatie, Zweiter Band, Die Diplomatie der Neuzeit (1872–1919), S. 25–30 und 38–43. SWA-Verlag Berlin 1948.
2. ↑  Ebenso war der Beitritt Rumäniens zum Dreibund (1883) durch den rumänischen Irredentismus gegenüber Ungarn bzw. die Unterdrückung der Rumänen in Ungarn belastet.
3. ↑  Auch Spanien trat der Mittelmeerentente 1887 bei.
4. ↑  Hochenbichler 1971, 88–90.
5. ↑  Holzgreve 1980, 29.
6. ↑  Stenographische Protokolle. 46 Sitzung des Nationalrates der Republik Österreich. III. Gesetzgebungsperiode. 27. Juni 1928. S. 1365.
7. ↑  Stenographische Protokolle. 46 Sitzung des Nationalrates der Republik Österreich. III. Gesetzgebungsperiode. 27. Juni 1928. S. 1359 f.
8. ↑  Karl Renner: Was soll aus Österreich werden? In: Der Kampf. XXIII/1930, S. 49–62.
9. ↑  Stuhlpfarrer 1989, 270.
10. ↑  Pál Szende: Die Donauföderation. In: Der Kampf XXV/1932.
11. ↑  Weber 1985, 112.
12. ↑  Kerekes 1977, 162.
13. ↑  Ádám, 98.
14. ↑  Bihl 1979, 125.
15. ↑  Stuhlpfarrer 1989, 278.
16. ↑  Höslinger 1991, 61.
17. ↑  Haas, 1981b, 320.
18. ↑  Bihl 1979, 135.
19. ↑  d’Lëtzebuerger Land - Beim Deutschen Bund in Eupen (02. September 2016)
20. ↑  Außenministerium der Republik Österreich: Außenpolitik. Abgerufen am 19. Juni 2023.
21. ↑  Westbalkan | Parlament Österreich. Abgerufen am 19. Juni 2023.
22. 1 2  Positions on the ban negotiations, mit Abstimmungsergebnis der UN-Vollversammlung am 23. Dezember 2016, ICAN-Website, abgerufen am 28. Mai 2017.
23. ↑  Humanitarian impact of nuclear weapons. In: reachingcriticalwill.org. Reaching Critical Will, abgerufen am 18. April 2025 (englisch).